# 温达赫
温达赫是德国巴伐利亚州的一个市镇。总面积24.85平方公里，总人口3714人，其中男性1839人，女性1875人（2011年12月31日），人口密度149人/平方公里。